# Японский уж
Японский уж (лат. Hebius vibakari) — змея семейства ужеобразных.

## Описание
Стройная змея с длиной тела 40 см и длиной хвоста 11 см. Туловище переходит в голову почти незаметно. Глаза желтоватые, с круглым зрачком.
Верхняя сторона туловища и головы тёмно-бурого, коричневого, шоколадного или коричнево-красного цвета с зеленоватым оттенком, без рисунка (что отличает его от остальных дальневосточных ужеобразных). Брюхо светло-зелёного или желтовато-зелёного цвета. По бокам брюшных щитков расположены тёмные пятна, образующие две продольные полосы. От угла рта к затылку проходит беловато-желтоватая полоса. Молодые змеи обычно почти чёрные, иногда светло-коричневые.

## Распространение
Вид обитает в Японии, Восточном Китае, Корее и России в Приморском, Хабаровском краях и Амурской области.

## Образ жизни
Населяет кедрово-широколиственные, широколиственные и вторичные лиственные леса, иногда луга в лесной зоне. Отмечен в зарослях кустарников в заброшенных фруктовых садах, с малиной, шиповником, спиреей. Это довольно скрытная змея, которая большую часть времени проводит под землёй, скрываясь под камнями, деревьями или в трухлявых пнях.

### Питание
Питается преимущественно земляными червями, но иногда может поедать также моллюсков, насекомых и мелких лягушек.

### Размножение
Яйцекладущий вид. Спаривание происходит в конце мая. В конце июля самка откладывает 2—6 яйца размером 8—8,3 х 17,6—18,2 мм. Молодые ужи появляются в середине сентября, их размер составляет от 11,5 до 12,9 см. Половая зрелость наступает при размерах тела не менее 36 см у самок и 32,5 см у самцов.

## Подвиды
Выделяют 3 подвида:
- Hebius vibakari danjoensis — эндемик островов Дандзё, Япония
- Hebius vibakari vibakari — Японские острова
- Hebius vibakari ruthveni — Корея, Китай (провинция Хэйлунцзян), Россия (юг Приморского и Хабаровского края).